# El Platanal (Jacona)
El Platanal es una localidad del estado mexicano de Michoacán. Es parte del municipio de Jacona.

## Demografía
| Gráfica de evolución demográfica |
|                                  |

| Censo | Población |
| ----- | --------- |
| 1910  | 263       |
| 1921  | 320       |
| 1930  | 462       |
| 1940  | 647       |
| 1950  | 794       |
| 1960  | —         |
| 1970  | 1955      |
| 1980  | 2878      |
| 1990  | 2659      |
| 2000  | 2735      |
| 2010  | 2958      |
| 2020  | 3002      |